# Mýtská brána
Mýtská neboli Slezská brána byla cihlová brána v dnešní Mýtské ulici na východním okraji historického centra Hradce Králové. Jednalo se o součást horní hradební zdi ze 14. století. Na konci 14. století byla označována také jako Nová brána, jelikož se jednalo o druhou bránu po starší bráně, které se později začalo říkat „Pražská“. V bráně se platilo clo, a tak se někdy také nazývala dle pramenů „Celná“.

## Historie
Brána vznikla ve 14. století. Po přestavbě městských bran v závěru 15. století získala podobu dvojice věží čtvercového půdorysu, které byly propojeny stěnou s padací mříží (deskou). Jižní věž byla výrazně nižší a i s menší zastavěnou plochou a sloužila jako schodišťová. Ve vyšší pětipatrové severní věži se pravděpodobně nacházely místnosti pro posádku a také zbrojnice. Věž byla zakončena strmým dlátkovým krovem s ochozem a cimbuřím. Průčelí nižší věže, dostavěné v roce 1476, bylo osazeno iniciálami „W“ a „G“, odkazující na panujícího krále Vladislava Jagellonského a město samotné (G jako Gradec), příp. dle určitých pramenů krále Jiřího z Poděbrad. Od 15. století byly věže využívány příležitostně jako vězení.
Při stavbě dalších hradebních linií vznikl v prostoru brány rozsáhlejší systém tří bran. Kromě již zmiňované vnitřní dvojvěžové brány se jednalo o střední bránu a směrem z města soustavu doplňovala vnější brána. Brány zavírala vysoká vrata se spouštěcí mříží.
V parkánové hradbě předsazené před horní hradební zeď ve 2. polovině 15. století se nacházela kulisová brána, která byla zbořena mezi lety 1756–⁠1763. V dolní hradební zdi vystavené na počátku 16. století vystupovalo před Slezskou bránu velké předbraní s průjezdnou patrovou věží. V jejím průčelí byly v roce 1520 osazeny nápisové desky. Při demolici dolní hradební zdi včetně vnější části Slezské brány byly v roce 1786 přeneseny do radnice. Do současnosti jsou umístěny v jejím nádvoří. První z desek nese nápis „Gedna wira geden krzest a laska mezi nami Czinmez bohu chwalu cest at raczy byti s nami. Veritas vincit“, druhá „Neb w wierze gednota czinyj mnoho dobreho warug se wiery pikharta y kazdiho z bludneho. Veritas liberalit“. Na třetí desce je letopočet 1520, štít s dvouocasým českým lvem a štít s gotickou majuskulou „G“. Mezi nimi býval kalich, který byl roku 1626 otesán.
Částečný zánik komplexu lze datovat již do třicetileté války. Dne 19. února 1640 prorazilo císařské vojsko první věž a druhou (prostřední) zapálilo. Zůstalo z ní jen torzo, klenutý oblouk, a po válce již ani nebyla opravována. Při stavbě barokní pevnosti v roce 1778 byla zbořena mohutná severní věž při vnitřní bráně a o 8 let později vnější brána s věží. Vnitřní brána s jižní věží byla zbourána v roce 1873 z důvodu rozšíření komunikace. V březnu 1903 se začalo s bouráním dalšího zbytku, kde byla do doby výstavby nové vězeňské budovy umístěna vojenská věznice, a následně zde byli ubytováni někteří chudí obyvatelé města.
Z pozdně gotické podoby stavebního celku brány se dochovaly dvě části:
1. jižní menší hranolová věž jako součást domu čp. 2. Věž byla na přelomu 60. a 70. let 20. století znovu vystavěna v podobě rekonstruující přibližný pozdně středověký vzhled.[1]
2. severní stěna velké věže vnitřní brány v domě čp. 126 (součást budovy divadla Beseda). V roce 1975 členové vlastivědného spolku rozhodli, že na nově vystavěnou část bývalé Mýtské brány připevní písmena G a W, která budou připomínat jejich původní umístění.[3]

## Zajímavosti
V květnu roku 1846 byl kvůli povodni zatopen prostor u brány, kterou musela tamní vojenská hlídka rychle opustit.